# Perdita innotata
Perdita innotata är en biart som beskrevs av Timberlake 1964. Perdita innotata ingår i släktet Perdita och familjen grävbin. Inga underarter finns listade i Catalogue of Life.